# Chuck Darling
Charles Frick Darling, detto Chuck (Denison, 20 marzo 1930 – Littleton, 6 aprile 2021), è stato un cestista statunitense, attivo a livello amatoriale nella AAU e nella NIBL e campione olimpico nel 1956.

## Carriera
Venne selezionato dai Rochester Royals al primo giro del Draft NBA 1952 (8ª scelta assoluta).
Con gli Stati Uniti disputò i Giochi olimpici di Melbourne 1956.

## Palmarès
- NCAA AP All-America First Team (1952)
- Campione AAU (1955)
- 5 volte campione NIBL (1953, 1954, 1955, 1956, 1957)